# 金通精
金 通精（キム・トンジョン、? - 1273年）は、高麗後期に、三別抄の乱を率いた指導者。
1270年、親元政策を採る元宗は、元の保護のもと、江華島から開城へ帰朝するとともに、国内の不安定要因となってきた私兵集団である三別抄の解散を命じた。不満を抱いた三別抄は、裴仲孫らに率いられて江華島を拠点に反乱を起こした。反乱と同時に、三別抄は南方の珍島に拠点を移し、元ならびに高麗王朝に対峙するため朝鮮半島南部で勢力の拡大を図った。しかしながら、1271年中に本拠地の珍島を攻略されてしまう。この時、一部の三別抄残党が済州島に逃亡して抗戦を続けたが、この一団を率いたのが金通精である。その後、金通精は数年にわたって済州島に拠もって反抗を続けたが、1273年4月、元・高麗連合軍によって遂に追いつめられて自害、三別抄は完全に壊滅する。
現在の韓国において三別抄の乱は、モンゴルの侵略に対して祖国を救おうとした英雄たちの物語として形成されており、金通精をはじめとする指導者らは、そうした義挙を指導した者として讃えられている。